# 尹章義
尹章義（1944年5月4日—），生於中華民國湖北省武昌市，臺灣歷史學家，國立臺灣大學歷史研究所碩士，輔仁大學歷史學系教授退休，後轉任中國文化大學史學系教授退休。學術生涯早年專攻明朝歷史及中國史學史，後投入臺灣史研究聞名學界，晚年投入醫學及科學史研究。

## 生平
尹章義出生湖北武昌，父為湖北漢人，母為滿洲旗人貴族（赫哲族）。父母結婚後，尹父任職政府部門，後隨中華民國政府遷臺，一家居住於臺中市水湳機場附近中華民國空軍眷村。兄弟姐妹一共六人，尹章義排行老大。
尹母管教甚嚴，自小體罰毒打子女；或因此之故，尹章義就讀初中、高中時混跡幫派，綽號「小老闆」。直到高三那年，讀到曹丕《典論．論文》所云「文章，經國之大業，不朽之盛事」，體悟到這是黑社會老大無法做到的，兼以昔日弟兄相勸，遂立志向學，終考取輔仁大學歷史學系。
高中畢業那年，在臺中市中華路旁的舊書攤購得日本學者中西牛郎於1914年出版的《同化論》，引發他對臺灣史的興趣。但就讀大學及研究所後，因課程結構及當時的臺灣史研究尚未上軌道之故，而改以「明代的馬政」為題撰寫碩士論文。碩士畢業後，任教各大學時，本欲繼承業師包遵彭（已故國立中央圖書館館長，著有《中國海軍史》）之遺志研究中國海權史，副教授升等論文也以「湯和與明初東南海防」為題，並涉獵中國東南沿海與臺灣史，但因「事多扞格」而放棄。1976年起，專心於中國史學史研究。1980年春，受時任新莊鎮鎮長鄭余鎮力邀，撰寫《新莊志》，遂正式開始進入臺灣史的研究。

## 學術評價

### 家族史
- 《臺北縣志》總編纂、臺灣省文獻委員會編纂組組長盛清沂：「環覩近來臺灣史的研究，已開始有新的突破。不止在舊書堆中研究而已經深入民間來找尋第一手的直接史料。這股風氣由本會同仁王世慶兄蒐集民間資料開其端，由輔仁大學尹章義教授開展了這種研究風氣。此後，有些青年學者，不甘後人，踵事增華，深入農村調查，情願自掏腰包，尋找第一手史料，換取真實的學術……有赴湯蹈火、萬苦不辭的勇氣。」[6]

- 中央研究院臺灣史研究所特聘講座王世慶：「此後引起學界留意民間古文書的蒐集與利用研究。如輔仁大學尹章義教授，蒐集張廣福文書，發現康熙四十八年（1709年）墾戶陳賴章合約字；臺灣師範大學歷史研究所吳學明先生，蒐集發現大批金廣福文書；臺灣大學歷史系黃富三教授，蒐集大批霧峰林家文書；及中央研究院近代史研究所許雪姬教授，蒐集龍井林家文書等等，都對清代臺灣拓墾史、家族史的研究有創新的佳作。」[7]

- 中央研究院臺灣史研究所研究員林玉茹、國立清華大學歷史研究所助理教授李毓中：「尹章義《張士箱家族移民發展史——清初閩南士族移民臺灣之一個案研究》（張士箱家族拓展史研纂委員會，1983），是第一本以古文書研究臺灣家族史的專書，不但解開不少臺北拓墾史的謎題，此後更開臺灣家族史研究之風氣。該書共七章，以移民背景、張氏家族的舉業仕途與社會地位、拓墾事業、臺灣與大陸兩地張家族人之往來，以及在近代社會的調適為論述主幹。尹書之後，個別家族的研究頓成為重點。」[8]

- 中央研究院臺灣史研究所前所長黃富三：「仕紳家族往往操控地方發展之走向，多瞭解家族發展史，即可掌握歷史之鑰，……。目前家族史研究已經累積相當多的成果，除筆者外，許雪姬、尹章義等人均有重要作品」。[9]

- 逢甲大學歷史與文物研究所研究人員李朝凱、吳升元、吳憶雯：「真正首次以古文書進行家族史專著的是尹章義，尹氏撰寫新莊鎮志時，在田野調查中獲得不少古文書，其後在1983年撰成《張士箱家族移民發展史》，不僅利用古文書糾正如陳賴章實為墾號等等拓墾史問題；更利用贌墾合約等契字探討士族對於臺灣拓墾開發的貢獻。」[10]

- 國立中央大學客文化研究所前所長、歷史研究所教授吳學明：「尹章義教授受新莊市公所委託編輯新莊志，其助理賴麗卿發現了相當著名的「張廣福文件」總計兩百件左右，其中包括一份今存最古老的開墾合同——康熙48年陳賴章合股開墾台北平原的墾照，此外尹教授自己收藏的族譜與老字據也不少。尹教授用這些資料為基本史料所做的研究，有相當傑出的表現，是本人發掘『姜家史料』之前台灣史學界的盛事。」[11]

- 中央研究院臺灣史研究所所長許雪姬：「台灣家族史的研究，最早的應該是張士箱家族。早期尹章義教授幫他們家族編寫族譜及家族的歷史，所以完成的時間相當的早。……國史館台灣文獻館也把尹教授當時候那本書重新出版。所以嚴格來講，張士箱家族可能是第一本用史學方法以家族的契約書來做的研究。」[12]

### 地方志
- 中國目錄學、臺灣文獻專家高志彬、林麗華：「『新莊志』已出版之三卷，其章目甚詳，足以顯示各卷之內容，茲不贅述。……『新莊志』之纂修，無論就主修、主纂、體例、內容、資料言，皆具特色，開臺灣鄉土志書纂修之新面目，茲分述於次：……就主纂言：本志係由輔仁大學歷史系副教授尹章義撰述。尹氏雖非新莊人，且原非治臺灣史（本治明史與中國史學史），然因久居新莊，應聘修志後，盡棄原治主題，傾其全力改攻臺灣史，以其所受學院之嚴謹治史訓練，動用助理全面從事田野調查，遍採公私收藏之文獻，一掃僅以舊有資料『閉門造車』纂組之修志陋習，於舊有文獻既能廣搜博採，幾無遺漏；於民間秘藏之資料，亦能覓得重見天日。尹氏能有此收穫，固係主修者之全力支持有以致之，然設非主纂者具有大魄力與手腕，亦不能得。按臺灣鄉土志之纂修，由具學院訓練者主其事，以劉枝萬私修之『臺灣埔里鄉土志稿』開其端，尹氏主纂之『新莊志』繼之，先後輝映，要屬臺灣鄉土志書之雙璧。其後如莊英章、吳文星纂修之『頭城鎮志』，洪敏麟總纂之『草屯鎮志』，亦各有千秋。尹氏承先啟後，又高聲疾呼力倡以治史之方法以修志，已為臺灣鄉鎮志書之纂修開一新徑、立一典範矣。就體例內容言：主纂尹章義係以歷史發展纂述新莊史事，觀其志之副題即可知矣。以政治發展言，首述平埔人，清領時期分巡檢、縣丞二時代，日治時期分初期與後期，戰後時期分新莊鎮、新莊市二時期，皆按建置分期，各期中又突顯其特徵。主纂者係採史學方法以修志；其志之體裁，則採學術論述之方式，除舖陳史料之原文外，又據之以論述，間有考證。如述拓墾，一洗舊說，既以文書原件製版，又錄其原文，更逐一訂正舊有之陳說：如述政治發展，則強調巡檢與縣丞之職權與功能，此為一般志書所不述，係屬學術論著之範疇，要言之，本志無異學術論著。就資料言：本志所引用參考之資料，除『張廣福文件』、『永泰淡水租業契總』兩大宗原始資料外，於現有可見之舊有志書、舊籍、論著、史料……幾皆搜羅殆盡；餘如田野採集之碑碣、民間所藏之族譜、新莊鎮市公所及各機關之報告、報紙……亦幾盡所能得者，廣予採據。綜觀臺灣鄉鎮志書之引據資料，要以此志所採者為最富。」[13]

- 稽童（中央研究院歷史語言研究所研究員林富士之筆名）：「泰山志：《新店市誌》之外，尹章義又接手《泰山志》（泰山鄉公所，1994）的修撰工作。本書包含：自然環境；泰山地區的開發；泰山的政治發展；泰山的社會經濟發展；泰山的教育發展；泰山的宗教；家族與人物等七篇。全書由尹章義總纂，帶領一個『撰寫小組』（閻萬清主撰、陳宗仁協撰）集體寫作。尹氏雖仍強調這只是他『方志個性化』理論的實踐之一，但相較於『新莊志』和《新店市誌》，這本《泰山志》應該算是比較成功的作品，其敘述涵蓋了自然、聚落、政治、社會、經濟、教育、宗教、人物各方面，既含容了傳統方志的『全面性』，在體例上又符現代史學論著的精神，是新舊結合的好作品。雖有泰山一地的特色（如書院），但大體仍可做為未來其他方志編修時的基本架構。」[14]

- 文史工作者莊華堂：「一人修志狀況下，個人的歷史視野、基本文史素養以及積年累月所下的長久功夫，是修志成功的重要條件，以近年而言，輔大歷史系的尹章義先生撰修的〈新莊鎮誌〉、〈新店市誌〉就是其中明例。撇開令人不敢恭維的大中國意識不談，做為一個歷史學者，尹先生的史學素養以及實事求是的嚴謹治學態度，令人讚佩，他在八十三年完成的〈新店市誌〉，除了卷首的疆域山川篇之外，其它章節幾乎是獨立完成，最令人稱羨的是，他以一貫上窮碧落下黃泉的精神，找到了新店地區三十多張地契古文書，詳盡描繪幾個古老庄頭的土地開拓史與族群關係，特別是他以第一手資料，證明早年屈尺、直潭地區的開發是採用嘉慶初年吳沙開發蘭陽平原的『結首制』更令人擊節叫好。由這點來反觀筆者去年參與的〈白河鎮志〉……在主事者識力不足的情況下，因地方史例、舊照收集不夠，缺乏古文書第一手資料，加上不肯多做田調工作（公所及總編責怪本人，以外人身份為何要做這麼多田調）使本誌查證不足，缺乏地方總體開拓史，而主事者聊以幾個章節，在傳述店仔口地名的緣起與傳聞而沾沾自喜，這點與尹先生的治史態度，實在不能同日而語。」[15]

- 中央研究院臺灣史研究所研究員林玉茹：「『方志個性化』主張的醞釀。1981年尹章義編纂《新莊志》時即主張方志體例的創新與新史料的發掘與運用，……，不但動用眾多助理進行一手史料的蒐集，運用現代學術理論與寫作方法，而且也採取個性化的新體例，不再遵循過去修志的固有體例。在原先的構想中，《新莊志》分成新莊平原拓墾史、新莊政治發展史、新莊社會經濟發展史、新莊文化史以及新莊史事年表等五部分，完全打破過去修志的格式。這種根據地方特色而立體例的個性化主張，透過尹氏續編的幾部鄉志而繼續發揚。……資料採集的再度被重視，特別是利用古文書、族譜來重建拓墾史、聚落的發展、人物志以及講求田野調查工作。例如上述的《新莊志》蒐集了歷代的檔案、公報、奏疏、地圖、筆記、地契、方志、碑碣……重建了新莊市的發展史，而尹章義利用古文書對於臺北平原拓墾史的釐清，更在臺灣史研究上掀起了風潮。」[16]

- 國立臺灣師範大學地理學系教授陳國川：「《新店市志》〈彊域沿革和地理景觀〉則一如篇名，疆域沿革和地理景觀的篇幅約各佔一半。在地理景觀方面，文中摒除質、地形、氣候……等自然地理要素逐項敘寫的傳統手法，而以南勢溪和北勢溪為主軸，討論新店市自然環境的地域差異，並兼論當地居民對自然環境的適應方式，是戰後臺灣志地理篇中，深具創新性的寫作方式。」[17]

- 臺灣省文獻委員會主任委員謝嘉梁：「對於『十二篇體』或『六篇體』，各有定見與特點，而尹章義則提出所謂『方志個性化』的理論，認為方志體例沒有通則，要根據客體的特性而設計。這樣的立論，實也符合近年來對於鄉土意識的回應與鄉土教育的需求。」[18]

- 國史館研究人員曾品滄：「戰後方志的編纂形式……（四）於要目中列有『家族與人物』專志，並於其下進行細目分類，纂述家族與各式人物。這種新的人物篇型式，為尹章義實踐其『方志個性化』理論下，所編撰方志的特色之一，包括《泰山志》、《五股志》，除了為人物立傳之外，也為地方上古老的家族立傳，其立要目名為〈家族與人物〉，其下分成『著名的古老家族』、『拓殖志』、『鄉賢志』、『政績志』、『文教』與『藝術』等細目。雖然家族的撰述與人物志寓人物於褒貶的用意不盡符合，但對地方社會、人文發展的瞭解卻有莫大的助益。如果就地方志是一個地方的百科全書這樣的觀點來看，揉合家族歷史與人物傳記的新式編纂型態，確實有其積極的意義。編纂型式的嘗試，戰後若干方志的修志者，因對方志的定位有了迥異傳統的新看法，其編纂的方志，往往不再株守舊例，轉而嘗試設計出新的編纂體例，但其目標大多著重於全書的架構上。尹章義的《泰山志》、《五股志》，則將家族歷史與人物傳記合為一要目，為方志中的人物篇創造了新的編纂型式。」[19]

- 國立臺北大學歷史學系副教授洪健榮：「至1980年代初期，輔仁大學歷史學系尹章義教授編纂的《新莊志》系列志書開啟學院歷史專業學者修志的範例，而後《泰山志》（1994）、《新店市誌》（1994）、《五股志》（1997）、《林口鄉志》（2001）、《續修五股鄉志》（2010）落實其一貫的「方志個性化」的理論，成為尹章義師生團隊所秉持的「因地制宜」的修志風格。」[20]

### 開拓史
- 中央研究院臺灣史研究所研究員林玉茹、國立清華大學歷史研究所助理教授李毓中：「一九八〇年代初，墾戶的出身與資本來源成為一項重要議題。尹章義〈臺北平原拓墾史研究1697~1772〉（《臺北文獻》直74，1981；氏著，《臺灣開發史》，聯經，1989），首先透過土地契約文書分析十七、十八世紀北臺灣大小墾號的組成與拓墾情形，指出拓墾型態以合夥為主，而且拓墾者大多是縉紳階級。……利用土地契約文書、族譜等史料，而對於臺北盆地拓墾史有突破性發現。」[21]

- 臺北市文獻委員會主任委員李永萍（卓克華教授執筆）：「民國七十年，尹章義教授因纂修《新莊志》，在新莊地方從事田野調查採集工作時，由張福祿先生提供一張康熙四十八年十一月，上淡水：大佳臘地方、淡水港及北路麻少翁社等三所荒埔的墾契所有人，即戴岐伯、陳憲伯、陳逢春、賴永和、陳天章等五人，所『同立合約』乙紙，這兩張『古文書』的出現，是漢人在大台北地區移墾時的一項重大發現，更是今天文化局提倡『台北學』研究的濫觴。在此，值得一提的是尹教授從這張同立合約字裡，對『墾戶陳賴章』的名稱，提出『陳賴章』不是人名，而是『墾戶』的名稱，這項發現突破了百年來學界的誤解，當時的報紙曾有大篇幅的報導。但是，最重要的是說明了當年，漢人合作拓墾大台北，是經過有計畫、有步驟的艱辛過程。」[22]

- 逢甲大學歷史與文物研究所研究人員李朝凱、吳升元、吳憶雯：「70年代中葉以後受到本土化政策開始實行與鄉土意識逐漸興起，不少方志開始編纂。最值得重視的是，1980年尹章義撰寫《新莊志》，主張新史料的發掘與運用，動用許多助理蒐集史料，其中尹氏利用張廣福古文書對於台北平原拓墾史的釐清，在台灣史研究上引起風潮。」[23]「……於區域拓墾的研究脈絡而言，最值得注目的學者仍是80年代初期的尹章義，尹氏大量使用契約文書進行拓墾研究撰有〈台北平原拓墾史研究1697~1772〉一文，他藉由墾首的墾批、契字及合約字中分析十七、十八世紀北台灣大小墾號的組成與拓墾情形，指出拓墾型態以合夥為主，並且拓墾者大多是縉紳階級。」[24]

### 廟宇與族群關係史
- 中央研究院臺灣史研究所研究員林玉茹、國立清華大學歷史研究所助理教授李毓中：「在移民祖籍分佈方面，自陳正祥以來，延續日治時期伊能嘉矩的『先來後到說』，認為漳泉人因先來開墾，所以佔居海濱與平原地帶，粵人則受限於清初禁潮惠人士來臺的禁令晚來臺灣，多分佈在沿山丘陵地帶。一九八五年尹章義首先發難，指出先來後到說之問題。尹氏〈閩粵移民的協和與對立——客屬潮州人開發臺北〉（《臺北文獻》直74，1985；氏著，《臺灣開發史》，聯經，1989），以新莊三山國王廟為例，認為閩粵移民的分佈並非如伊能嘉矩所言，源於先來後到而有平原與丘陵之別，事實上移民早期共墾共處，後來因為人口漸多、墾地闢盡導致分類械鬥，而產生各祖籍民的搬移整合現象。」[25]

- 國立中央大學客家學院社會文化研究所碩士生杜立偉：「目前臺灣學界，在討論臺灣開發史與地方廟宇之間的關係，往往圍繞著族群關係來論述，也就是說漢人開發臺灣的過程牽動了族群問題，族群勢力的互動與消長，也影響了地方廟宇的興衰。尹章義〈閩粵移民的協和與對立〉一文可說是這類論文之中最具代表性的，尹文探討閩粵移民在臺北、新莊雜處共墾的關係，進而影響新莊三山國王廟的興衰，其後洪麗完在清水平原探討清水調元宮與沙鹿保安宮這兩座三山國王廟，也從閩客族群的互動消長來看三山國王廟的興衰，洪氏認為在今閩人居多的清水平原，清水調元宮因為維持三山國王的祭祀，因此香火不盛，有沒落的趨勢，反觀沙鹿保安宮由於改變信仰結構的結果，反而香火鼎盛，這個研究得出的結論與尹文相差無幾。」[26]

### 通事與原漢關係研究
- 中央研究院臺灣史研究所研究員林玉茹、國立清華大學歷史研究所助理教授李毓中：「清初是以漢人擔任通事職來管理番社。較早探討通事角色的是尹章義〈臺灣北部拓墾初期『通事』所扮演之角色及其功能〉（《臺北文獻》直59/60，1982；氏著，《臺灣開發史》，聯經，1989）。該文是研究通事制度之力作，不但首先闡明通事制度的演變以及通事在漢番土地轉移中的角色，而且指出北臺灣地區的幾個大墾首都是漢通事出身。」[27]

- 逢甲大學歷史與文物研究所研究人員李朝凱、吳升元、吳憶雯：「早期平埔研究受到漢人開發史的影響，因此以漢番互動為研究焦點。1981年陳炎正首先發表〈岸裡社史話〉，其後陳氏的《台中縣岸裡社開發史》可以視為岸裡社研究的奠基之作。尹章義則是運用契約文書，探究拓墾初期在大肚溪以北一帶漢人通事的角色與職務上的演變，及其於官府、漢人以及番社三者間的關係，上述兩位是80年代早期透過古文書論及漢番互動的學者。」[28]

### 客家史研究
- 國立中央大學歷史研究所副教授戴寶村、國立臺灣範大學歷史學系教授溫振華：「臺灣客家史研究概況，輔仁大學尹章義教授在〈臺灣客家史研究的回顧與展望〉（《客家》86-89期，1997）一文中有詳細的討論，不一一贅引，倒是臺北地區的客家史相關論著甚少，尹氏從事臺北地區拓墾史的研究而注意到客家人在拓墾史上的地位，遂有系列連帶兼敘及北臺客家史的論著，如〈臺北平原拓墾史研究〉（《臺北文獻》53/54期合刊，1981）、〈臺灣北部拓墾初期通是所扮演的角色與功能〉（《臺北文獻》59期，1982）〈閩粵移民的協和與對立－以客屬潮州人開發臺北及新莊三山國王廟為中心所作的研究〉《臺北文獻》74期，1985），均收於《臺灣發史研究》（聯經出版公司，1989）一書中；另有一篇〈臺灣移民開發史上與客家人相關的幾個問題〉收於《中國海洋發展史論文集第四集》（中研院中山人文社會科學研究所）；此外在他主導的《新莊志》、《新店市志》、《泰山鄉志》、《五股鄉志》等地方志書中，均特別注意到客家人活動的歷史記錄，揭舉諸多長期為人忽略的史實。」[29]

- 中央研究院臺灣史研究所研究員林玉茹、國立清華大學歷史研究所助理教授李毓中：「一九八〇年代中葉，尹章義與石萬壽兩人加入客家研究行列。尹章義有：〈閩粵移民的協和與對立－以客屬潮州人開發臺北及新莊三山國王廟為中心所作的研究〉（《臺北文獻》74，1985）、〈臺灣移民開發史上與客家人相關的幾個問題〉（《中國海洋發展史論文集》4，中研院社科所，1991）等文」；「尹章義〈臺灣移民開發史上與客家人相關的幾個問題〉（王曉波《臺灣史研究會論文集》3，編者印行，1991；《中國海洋發展史論文集》4，中研院社科所，1991），首先針對過去有關荷鄭時代以來與客家有關的問題進行糾謬工作。」[30]

### 地方行政與科舉制度研究
- 中央研究院臺灣史研究所研究員林玉茹、國立清華大學歷史研究所助理教授李毓中：「一九八〇年代以降，有關巡檢和縣丞設置及其駐紮變遷成為地方官制研究的焦點。尹章義〈新莊巡檢之設置及其職權功能〉（上、下）（《食貨》11：8、9，1981；氏著，《臺灣開發史》，聯經，1989）、〈新莊縣丞未曾移駐艋舺考〉（《臺北文獻》直66，1983），最先考證新莊巡檢的職能和移駐問題。」[31]「清代在臺是否築城一直是清初治臺與防務相當重要的議題，尹章義〈臺北設府築城考〉（《臺北文獻》直66，1983），修正日治至戰後以來有關臺北築城時間的謬誤。」[32]「尹章義〈臺灣、福建、京師－『科舉社群』對於臺灣開發以及臺灣與大陸關係之影響〉（《近代中國區域史研討會論文集》（上），中研院近史所，1986；氏著，《臺灣開發史》，聯經，1989），跳脫過去科舉制度沿革史的方式，指出科舉制度促使臺灣土著化、儒漢化以及中土化，強化了中央與邊陲臺灣之間的關係。」[33]

### 史料的發掘與運用
- 逢甲大學歷史與文物研究所研究人員李朝凱、吳升元、吳憶雯：「1985年尹章義就史料比較的視野探析，闡明老字據相較與官方的檔案、奏疏或方志等史料，顯然是信度、效度都高得多的直接而原始的史料；同時也能提供官書、檔案，方志等次級史料所無法顯示的訊息；較為特殊的是尹氏也就古文書本身的特性說明其價值，認為能夠顯示立契年代、地區相關的自然與人文景觀。1987年唐羽認為契券為第一手的移民生活史料，可用於私人修譜或風俗、姓氏、宗族生活諸議題之研究資料，也是從應用的角度探討其價值；詹素娟與尹章義的看法類似，認為相較官方志書及私人著述，古文書沒有價值判斷與主觀選擇的問題。」[34]

- 國史館研究人員曾品滄：「戰後所修的方志，除疆域、地理、人口、工業、商業、建築、交通、學校等要目，有檔案或調查報告可供參考外，人物與藝文等項，因地方行政機關已不再保留完整且集中的資料，再加上人力不足，修志者往往苦於史料難徵，不得不參考前志，或逕引日治或戰後各種人物辭典，如《台灣列紳傳》、《台灣人士鑑》、《台灣近代名人誌》等。這種取材自前志或人物辭典的作法，若能詳加考證，再轉以實地訪查，亦無不可，然而部份戰後方志的人物篇，卻是充斥抄綴的引文。這種直接取材自前志或人物辭典，而未加考證的作法，使得若干方志的人物篇產生以下若干現象：史料錯誤或編纂者抄錯，而導致人物篇內容不正確，甚至有一錯再錯的情形。以《台北縣志》為例，其〈人物志〉林成祖傳，因直接引自連橫《臺灣通史》，故有林成祖在林爽文之役時，受株連被逮入京的錯誤記載，這項錯誤在尹章義《新莊志－卷首》中，已加以考證澄清，盛清沂後來編纂的《板橋市志》（1988年版）亦加以更正，詎料一九九八年編纂的《中和市志》（中華綜合發展研究院編），仍直接引用《台北縣志》原文，再次載入林成祖被逮入京的記載。」[35]「《新莊志》、《新店市志》為尹章義所著，尹章義向來堅持『因地制宜』：『針對地方特色、時代需要和史料的狀況來決定修志的方向』，然其並未深入說明何等情況下有無收錄人物篇的必要。值得注意的是，其《新莊志》雖末列人物篇，惟其在《新莊志－卷首》第四、五章〈新莊（台北）平原的拓墾〉（一）、（二）中，對於拓墾台北地區之諸拓墾者、墾號的身分、背景和活動，進行許多考證和釐清，糾正了《臺灣通史》等書之錯謬，較之其他志書人物志的傳抄綴集，可謂遠遠過之。《台北縣志》〈人物志〉，其「開闢」部分的鄭長、王錫棋等傳，尚有若干錯誤，尹章義曾加以考證（請參見尹章義編，《新莊志－卷首》，台北，新莊市公所，1981，頁9-14、48）《新莊志》原來也有人物志的編纂計畫，惟未出版。」[36]

### 臺灣北部研究
- 國立臺北大學歷史學系副教授洪健榮：「尹章義教授於1981年3月《臺北文獻》直字第53、54合期發表〈臺北平原拓墾史研究（1697-1772）〉一文，為目前清代北臺漢人拓墾史研究的代表作。在此之後，更陸續於《臺北文獻》直字發表〈新莊縣丞未曾移駐艋舺考〉（第57、58期，1982）、〈臺灣北部拓墾初期「通事」所扮演之角色及其功能〉（第59、60期，1982）、〈臺北築城考〉（第66期，1983）、〈臺北市二十方古蹟碑文之商榷：兼論臺灣古蹟史實研究之危機〉（第67期，1984）、〈臺灣地名個案研究之一：臺北〉（第72期，1985）、〈閩粵移民的協和與對立：以客屬潮州人開發臺北以及新莊三山國王廟的興衰史為中心所作的研究〉（第74期，1985）、〈臺北的歷史飛躍與臺北人的精神特質〉（第154期，2005）、〈從原住民的獵場到臺北、新北兩大直轄市——臺北開發三百年史綱〉（第170期，2009）、〈天地會在林爽文事件中所扮演的角色——以臺北土城大墓公的起源為中心所作的探索〉（第174期，2010）、〈臺北成淵中學百年史與張福祿〉（第177期，2011）、〈從天地會「賊首」到「義首」到開蘭「墾首」──吳沙的出身以及「聚眾奪地、違例開邊」的藉口〉（第181期，2012）、〈吳沙出身研究之補遺與訂正──以史學方法論和歷史訊息傳播理論為基礎所做的反省〉（第186期，2013），另有〈新莊巡檢之設置及其職權與功能——清代分守巡檢之一個案研究〉（《食貨月刊》11卷8-9期，1981）、〈臺北盆地的開發〉（《漢聲雜誌》第20期，1989）、〈臺灣族群關係與地方開發比較研究法——以臺北及高屏地區為例〉（《客家文化研究通訊》第2期，1999）、〈臺北設府築城一百二十年祭〉（《歷史月刊》第195期，2004）等專論，以及《張士箱家族移民發展史》（1983）、《臺灣鑑湖張氏族譜》（1985），在近二十年來大臺北地區地方學的研究領域居功厥偉。」[20]

- 國立臺北大學歷史學系副教授洪健榮、淡江大學歷史學系教授林呈蓉：「長期以來，《臺北文獻》成為許多臺北學研究者或是臺灣史學者嶄露頭角、揚名立萬的學術發表園地，曾刊載不少大臺北地方學研究中極具份量的作品。……1980年代初期，直字第53、54合期（1981年3月）中的尹章義〈臺北平原拓墾史研究（1697-1772）〉，共190頁，獨佔該期學術論文的版面，為目前清代北臺漢人拓墾史研究的代表作」；「在此之後，尹章義教授陸續於《臺北文獻》直字發表〈新莊縣丞未曾移駐艋舺考〉（第57、58期，1982）、〈臺灣北部拓墾初期「通事」所扮演之角色及其功能〉（第59、60期，1982）、〈臺北築城考〉（第66期，1983）、〈臺北市二十方古蹟碑文之商榷：兼論臺灣古蹟史實研究之危機〉（第67期，1984）、〈臺灣地名個案研究之一：臺北〉（第72期，1985）、〈閩粵移民的協和與對立：以客屬潮州人開發臺北以及新莊三山國王廟的興衰史為中心所作的研究〉（第74期，1985）、〈臺北的歷史飛躍與臺北人的精神特質〉（第154期，2005）、〈從原住民的獵場到臺北、新北兩大直轄市——臺北開發三百年史綱〉（第170期，2009）、〈天地會在林爽文事件中所扮演的角色——以臺北土城大墓公的起源為中心所作的探索〉（第174期，2010）、〈臺北成淵中學百年史與張福祿〉（第177期，2011）、〈從天地會「賊首」到「義首」到開蘭「墾首」──吳沙的出身以及「聚眾奪地、違例開邊」的藉口〉（第181期，2012）、〈吳沙出身研究之補遺與訂正──以史學方法論和歷史訊息傳播理論為基礎所做的反省〉（第186期，2013），另有〈新莊巡檢之設置及其職權與功能——清代分守巡檢之一個案研究〉（《食貨月刊》11卷8-9期，1981）、〈臺北盆地的開發〉（《漢聲雜誌》第20期，1989）、〈臺灣族群關係與地方開發比較研究法——以臺北及高屏地區為例〉（《客家文化研究通訊》第2期，1999）、〈臺北設府築城一百二十年祭〉（《歷史月刊》第195期，2004）等專論，《新莊志》、《新店志》、《泰山志》、《五股志》系列志書與《張士箱家族移民發展史》（1983）、《臺灣鑑湖張氏族譜》（1985），在近二十年來大臺北地區地方學的研究領域居功厥偉。」[37]

### 《臺灣開發史研究》
- 前中研院近史所研究員、現任中央研究院臺灣史研究所特聘研究員兼所長許雪姬：「本書共收錄了輔仁大學尹章義教授的大作十二篇，除了第一篇『臺灣開發史的階段論和類型論』為民國七十七年的作品外，其餘十一篇都是民國七十年到民國七十五年間的作品。據作者言，踏入臺灣史學界始於台北縣新莊鎮公所之請，撰寫「新莊發展史」與「新莊志」，由那時起到現在為止已經十年了。在這十年中尹先生搜集史料之勤、運用史料之慎、完成論文之多，在臺灣史學界來說，委實不多見。」[38]

## 著作

### 專書、論文集
- 《明代的馬政》，臺北：國立臺灣大學史學研究所碩士論文，作者自印，100頁，1972.6。
- 《新莊發展史》，臺北：新莊市公所，102頁，1980.7。
- 《新莊（台北）平原拓墾史》（《新莊志》卷首），臺北：新莊市公所，190頁，1981.1。
- 《張士箱家族移民發展史——清初閩南士族移民臺灣之一個案研究（1702-1983）》，臺北：張士箱家族拓展史研纂委員會，184頁，1983.7；南投：臺灣省文獻會，2001.12，再版。
- 《臺灣鑑湖張氏族譜》，臺北：張士箱家族拓展史研纂委員會，445頁，1985.9。
- 《新莊廣福宮調查研究》，臺北：漢光建築師事務所，共同作者：漢寶德，頁1-20，1985.10。
- 《臺灣近代史論》，臺北：自立報系出版社，268頁，1986.9。
- 《抽濃煙、喝烈酒、大聲抗議——台灣歷史與台灣前途》，臺北：作者自印，自立報系出版社代售，288頁，1988.7。
- 《新莊政治發展史》，臺北：新莊市公所，共同作者：陳宗仁，562頁，1989.3。
- 《臺灣開發史研究》，臺北：聯經出版公司，583頁，1989.12。
- 《大陸地區古蹟現況與維護整修相關之法令制度研究》，臺北：內政部，393頁，1993.6。
- 《新店市志》，臺北：新店市公所，311頁，1994.2。
- 《大陸文化資產（文物）維護之行政體制及相關法令之調查研究》，臺北：行政院文化建設委員會，528頁，1994.7。
- 《泰山志》，臺北：泰山鄉公所，共同作者：閻萬清、洪健榮等，383頁，1994.7。
- 《一步一腳印——臺中縣政紀要（1990-1993）》，臺中：臺中縣政府，共同作者：魏可風合作，1994.7。
- 《中國自然資源叢書（台灣卷）》，北京：中國環境科學出版社，共同作者：陳永山、韓清海合編，492頁，1995.6。
- 《鹿港小鎮塵封往事》、《八卦山的故事》、《彰化文學圖像》、《彰化政治發展史》、《彰化開發史》、《彰化的自然環境與原住民》，彰化：彰化縣文化中心，擔任六書策劃、主編及計劃執行人，共同作者：葉大沛、趙莒玲、賴盟騏、施懿琳、閻萬清、陳宗仁、程士毅等，1996.6。
- 《台灣歷史研究法大綱（稿本）》，臺中：臺灣史蹟源流研究會，111頁，1996.7。
- 《台灣文具史——專訪篇》，臺北：台灣區教育用品工業同業公會，1996.12。
- 《五股志》，臺北：五股鄉公所，共同作者：洪健榮、李逸峰等，1192頁，1997.11。
- 《台灣發展史》，臺北：交通部觀光局，共同作者：陳宗仁，192頁，2000.2。
- 《當代中國學術發展史——人文社會科學之部，大陸篇》（主編），臺北：中華綜合發展研究院應用史學研究所，561頁，2000.12。
- 《林口鄉志》，臺北：臺北縣林口鄉公所，共同作者：葉志杰等，724頁，2001.12。
- 《後龍鎮志》，苗栗：苗栗縣後龍鎮公所，共同作者：黃明田等，607頁，2002.2。
- 《羅東鎮志》，宜蘭：宜蘭縣羅東鎮公所，共同作者：黃明田等，903頁，2002.6。
- 《台灣客家史研究》，臺北：臺北市客家事務委員會，330頁，2003.12。
- 《文化資產保存之法概論》，臺北：文笙書局，共同作者：尹章華、尹章中，240頁，2005.3。
- 《文化資產法律實務》，臺北：文笙書局，共同作者：尹章華、尹章中，206頁，2006.10。
- 《萬巒鄉志》，屏東：屏東縣萬巒鄉公所。共同作者：葉志杰等，738頁，2008.10。
- Patient Unit Safety and Care Quality: Promotion of Self-healing Systems during Hospital Stays. New York: Nova Science Publishers. Tzeng, HM, & Yin, CY, 329 pages. 2008.12.
- 《新屋鄉志》，桃園：新屋鄉公所，共同作者：葉志杰等，800頁，2009.1。
- 《文化法制概論》，臺北：文笙書局，共同作者：尹章華、尹章中，300頁，2010.2。
- 《明史論文提要》，臺北：東吳大學，夏德儀先生主編，蔣孝瑀、徐泓、尹章義執行編輯，433頁，2010.8。
- 《續修五股鄉志》，臺北：五股鄉公所，共同作者：洪健榮、葉志杰等，512頁，2010.12。
- 《左鎮鄉志》，臺南：左鎮鄉公所，共同作者：葉志杰等，942頁，2012.6。
- 《太麻里鄉鄉志》，臺東：太麻里鄉公所，共同作者：葉志杰等，964頁，2013.6。
- 《觀音鄉志》，桃園：觀音鄉公所，共同作者：葉志杰等，788頁，2014.11。
- 《長濱鄉志》，臺東：長濱鄉公所，共同作者：葉志杰等，676頁，2015.12。
- 《尹章義臺灣史研究名家論集（二編）》，臺北：蘭臺出版社，卓克華主編，482頁，2018.6。
- 《臺灣客家與六堆史研究》，臺北：蘭臺出版社，416頁，2021.5。
- 《尹章義臺灣史名家研究論集（三編）》，臺北：蘭臺出版社，卓克華主編，383頁，2021.6。
- 《張福祿的世界——平凡人的非凡人生：入祀福建晉江祖祠的臺灣人》，新北：財團法人張方大慈善事業基金會、福祿紀念資料館，310頁，2022.6。

### 學術性文章
- 〈漢與匈奴初期和親關係之遞變〉，《史苑》，7期，1996.5，頁19-21，輔仁大學史學系，臺北。
- 〈明代的馬政與國運〉，《中華文化復興月刊》，7卷9期，1974.9，頁49-57，中華文化復興委員會，臺北。
- 〈評介錢公博著《中國經濟發展史》〉，《中華文化復興月刊》，8卷2期，1975.2，頁64-67，中華文化復興委員會，臺北。
- 〈湯和與明初東南海防〉，《國立編譯館刊》，6卷1期，1977.6，頁93-134，國立編譯館，臺北。又收於《明史研究論叢第二輯》，頁145-222，1984.7，大立出版社，臺北。
- 〈班固之生卒年〉，《食貨月刊》，9卷12期，1980.3，頁10-16，食貨月刊社，臺北。
- 〈臺北平原拓墾史研究（一六九七～一七七二）〉，《臺北文獻》，53、54期合刊，1981.4，頁1-190，臺北市文獻會，臺北。收錄於《臺灣開發史研究》。
- 〈新莊巡檢之設置及其職權與功能——清代分守巡檢之一個案研究〉，（上、下），《食貨月刊》，11卷8期，1981.11，頁5-24；11卷9期，1981.12，頁1-16，食貨月刊社，臺北。收錄於《臺灣開發史研究》。
- 〈新莊縣丞未曾移駐艋舺考〉，《臺北文獻》，57、58期合刊，1982.3，頁221-240，臺北市文獻會，臺北。收錄於《臺灣開發史研究》。
- 〈臺灣北部拓墾初期「通事」所扮演之角色及其功能〉，《臺北文獻》，59、60 期合刊，1982.6，頁97-251，臺北市文獻會，臺北。收錄於《臺灣開發史研究》。
- 〈族譜在臺灣拓展史研究上的運用及價值〉，《聯合報文化基金會國學文獻館館訊》，第6期，1983.9，頁7-8，聯經出版公司，臺北。收錄於《臺灣開發史研究》。
- 〈臺北設府築城考〉，《臺北文獻》，66期，1983.12，頁1-21，臺北市文獻會，臺北。收錄於《臺灣開發史研究》。
- 〈臺北市二十方古蹟碑文之商榷——兼論臺灣古蹟史實研究之危機〉，《臺北文獻》，67期，1984.4，頁1-21，臺北市文獻會，臺北。
- 〈方志體例的創新與新史料的運用——以新莊志為例〉，《漢學通訊》，3卷3期，1984.7，頁147-149，國立中央圖書館漢學研究中心，臺北。收錄於《臺灣開發史研究》。
- 〈族譜群效用（genealogy group utility）與族譜之史料價值〉，《第一屆亞洲族譜學術研討會會議紀錄》，頁178-184，1984.9，聯經出版公司，臺北。收錄於《臺灣開發史研究》。
- 〈林少貓抗日殉國事蹟考實〉，《臺北文獻》，69期，1984.9，頁93-129，臺北市文獻會，臺北。收錄於《抽濃煙、喝烈酒、大聲抗議——台灣歷史與台灣前途》。
- 〈臺灣地名個案研究之一——臺北〉，《臺北文獻》，72期，1985.6，頁113-128，臺北市文獻會，臺北。收錄於《臺灣開發史研究》。
- 〈老字據與臺灣開發史的研究〉，國學文獻館主辦「臺灣地區開闢史料學術座談會」宣讀論文。收錄於《臺灣開發史研究》，頁441-467。亦收於《臺灣地區開闢史料學術論文集》，頁77-102，聯經出版公司，1996.6，臺北。
- 〈「非『父系血親繼嗣』制度」初探——以族譜學為中心所作之研究〉，「第二屆亞洲族譜學術研討會」宣讀論文，收於《第二屆亞洲族譜學術研討會會議記錄》，頁325-366，1985.12，聯經出版公司，臺北。
- 〈閩粵移民的協和與對立——以客屬潮洲人開發臺北以及新莊三山國王廟的興衰史為中心所作的研究〉，《臺北文獻》，74期，1985.12，頁1-27，臺北市文獻會，臺北。收錄於《臺灣開發史研究》，頁349-380。
- 〈清修臺灣方志與近卅年所修臺灣方志之比較研究〉，「方志學國際研討會」宣讀論文，《漢學研究》，3卷3期，1985.12，頁233-265，中央圖書館漢學研究中心，臺北。收錄於《臺灣開發史研究》，頁477-526。
- 〈開拓臺灣史研究的方法與視野——敬答翁佳音先生對於《張士箱家族移民發展史——清初閩南士族移民臺灣之一個案研究（1702-1983）》一書的評論〉，《臺灣風物》，36 卷2 期，頁87-100，1986.6，臺灣風物出版社，臺北。
- 〈臺灣←→福建←→京師——「科舉社群」對於臺灣開發史以及臺灣與大陸關係之影響〉，「近代中國區域史研討會」宣讀論文，1986.8，收於《近代中國區域史研討會論文集》，頁153-191，中央研究院近代史研究所，臺北。收錄於《臺灣開發史研究》，頁527-583。
- 〈史學以誠信為尚——敬答翁佳音、溫振華二先生〉，《臺灣風物》，36卷4期，1986.12，頁159-162，臺灣風物出版社，臺北。
- 〈台灣史研究會的緣起與構想〉，《台灣史研究會會訊》，創刊號，1987.4.26，卷首，台灣史研究會，臺北。

未完待增補，請見連結。

### 普及性文章
- 〈蔣公是中國人真正的代表〉，《中華文化復興月刊》，8卷10期，1975.10，頁56-68，中華文化復興委員會，臺北。
- 〈華陀〉，《華航雜誌》，9卷2期，1975.12，頁11，華航雜誌社，臺北。
- 〈唐三藏〉，《華航雜誌》，9卷3期，1976.2，頁14，華航雜誌社，臺北。
- 〈沈括〉，《華航雜誌》，10卷1期，1976.4，頁16，華航雜誌社，臺北。
- 〈干將莫邪〉，《華航雜誌》，10卷2期，1976.6，頁16，華航雜誌社，臺北。
- 〈魯班〉，《華航雜誌》，11卷1期，1976.8，頁18，華航雜誌社，臺北。
- 〈徐霞客〉，《華航雜誌》，11卷2期，1976.10，頁18，華航雜誌社，臺北。
- 〈移植與回饋——臺灣與大陸的雙向關係〉，《中國時報》清明節特刊專論，1984.4，中國時報社，臺北。
- 〈林少貓當然是台灣抗日英雄〉，《中國時報》三版專論，1984.6.3，聯合報社，臺北。
- 〈從劉永福到林少貓（林少貓在臺灣史上的地位）〉，保衛林少貓抗日英名演講會講稿，刊於《中華雜誌》，22卷7期=總252期，1984.7，頁23-25，中華雜誌社，臺北。
- 〈臺灣建省應為光緒十三年〉，《中國時報》二版專論，1984.8.10，中國時報社，臺北。
- 〈臺灣抗日史的求真與分期問題〉，七七抗戰四十七週年紀念會講稿，刊於《中華雜誌》，22卷8期=總253期，1984.8，頁22-23，中華雜誌社，臺北。
- 〈我對於洪、陳政爭與林少貓、陳中和忠奸之辨的看法〉，《太陽雜誌》，第7期，1984.10，頁31-34，太陽雜誌社，臺北。
- 〈中國的民族奮起運動與臺灣的光復〉，《民生報》光復節特刊專論，1984.10.25，民生報社，臺北。（《海外學人》148期轉載，頁7-11；《中國意識與台灣同胞》論文集轉載，頁1-9，1985.7，自由新聞社，東京）。
- 〈日治下臺灣的漢文教育與文學運動〉（以李惠勇名義發表），《中國時報》光復節特刊專論，1984.10.25，中國時報社，臺北。
- 〈日據時期臺灣的祖國意識〉，《中國時報》光復節特刊專論，1984.10.25，中國時報社，臺北。
- 〈臺灣建省當然在光緒十三年——以確鑿的史實的辨正為建省百年慶〉，《中國時報》二版專論，1984.11.11，中國時報社，臺北。
- 〈物換星移何損臺大榮耀〉，《自立晚報》自立論壇，1984.11.22，自立晚報社，臺北。
- 〈臺灣意識與臺灣文學〉，《文季雙月刊》，2卷4期，1984.12，頁9-31，文季出版社，臺北。
- 〈討論臺大校史當以史實為基礎〉，《自立晚報》自立論壇，1984.12.23，自立晚報社，臺北。
- 〈臺大創校史與臺大精神〉，《臺大人》，3卷3期，1985.2，頁4-7，臺大校友會臺中分會，臺中。
- 〈臺灣的農民運動與楊逵〉，《中華雜誌》，23卷5期=總262期，1985.5，頁35-38，中華雜誌社，臺北。
- 〈一個永遠真誠的聲音——紀念楊逵〉，《空中花園》，第1期，1985.5.22，草原文學社，臺北。
- 〈中國現代化的實驗室——臺灣〉，《中國時報》臺灣光復四十年紀念系列專欄之(1)，《中國時報》二版，1985.7.7，中國時報社，臺北。（《臺灣文獻》36卷3、4期合刊，台灣光復四十週年紀念特輯，頁11-13，轉載；《海外學人》，157期，頁18-21，轉載）。
- 〈高市拆遷古蹟顯有違失（論不當擅拆左營舊城）〉，《中國時報》三版讀者來論，1985.7.31，中國時報社，臺北。
- 〈論毀城短長不可有悖史實〉，《民生報》民生論壇，1985.8.16，民生報社，臺北。
- 〈法規在前，拆城在後——從幾件公文看左營舊城〉，《中國時報》人間副刊專論，1985.08.22，中國時報社，臺北。
- 〈彰耀先人屐痕．建立本土史學——四十年來的台灣史研究〉，自立晚報慶祝台灣光復四十年專輯專論之(1)，1985.10.25－26，自立晚報社，台北。收於《臺灣．在轉捩點上》，頁80-99，大呂、洛城出版社聯合出版，1986.4，臺北。
- 〈在學術工程上建立臺灣史——歷史、態度與方法〉，尹章義、黃富三、許雪姬三教授座談會紀錄，《中國論壇》，22卷2期，1986.4，頁10-24，中國論壇社、聯經出版公司，臺北。
- 〈臺灣意識之史的發展〉，《中國論壇》，23卷2期，1986.10，頁19-25，中國論壇社、聯經出版公司，臺北。收於《臺灣命運中國結：政治批判》，頁？-？，楊青矗編，當代批判文庫2，敦理出版社，高雄，1987.7。
- 〈日本侵占台灣的後遺症〉，聲討藤尾正行侵略妄言演講會講稿，《中華雜誌》，1986.10，24卷281期，頁32-33，中華雜誌社，臺北。
- 〈台灣光復見聞錄〉，《自立晚報》，民國75年光復節特刊，1986.10.25-27，自立晚報社，臺北。
- 〈認識台灣卅六書——附解題〉，《金石文化月刊》，25、26期合刊，1987.1，頁79-81，金石堂圖書公司，臺北。
- 〈還我河山還我錢——台籍日本兵索賠案深入追索〉，《時報周刊》，472期，1987.3.15，頁53-89，時報周刊社，臺北。（與李憲州、夏瑞紅、李石、王丰等合作）。
- 〈從吳蘇案的發展想起——記台灣歷史上的兩位日本法官（高野孟矩與吉江清景）〉，《中國時報》人間副刊，1987.4.25，中國時報社，臺北。

未完待增補，請見連結。

### 詩、散文
- 〈傅園散記（二）——新詩三首〉，《臺大青年》，4期，1968.10.31，頁29，臺大青年社，臺北。
- 〈永懷師誼——紀念包遵彭先生〉，《台灣新生報》，1970.3.29，台灣新生報社，臺北。收於《包遵彭先生紀念集》，臺北：包遵彭先生逝世三週年紀念集編輯委員會，1973.2.20，頁97-100。
- 〈初學瑣憶〉，《史苑》，20期，1973.5.18，頁52-53，輔仁大學歷史學系，臺北。
- 〈大男人的資格問題〉，《中央日報》「現代男性新語」專欄，1991.12.9，中央日報社，臺北。（此專欄連載若干篇）
- 〈夢愛一生〉，《中國男人》月刊，31期，1992.5，中國男人月刊社，臺北。
- 〈牡丹花下〉，《中國男人》月刊，32期，1992.6，中國男人月刊社，臺北。
- 〈孟嘉，想你〉，《我們最愛的老姚——姚孟嘉先生紀念集》，1996.3，漢聲雜誌社，臺北。